# Sönnersttjärnen, Värmland
Sönnersttjärnen är en sjö i Årjängs kommun i Värmland och ingår i Göta älvs huvudavrinningsområde. Sjöns area är 0,03 kvadratkilometer och den befinner sig 247 meter över havet.